# Hervormde kerk (Veen)

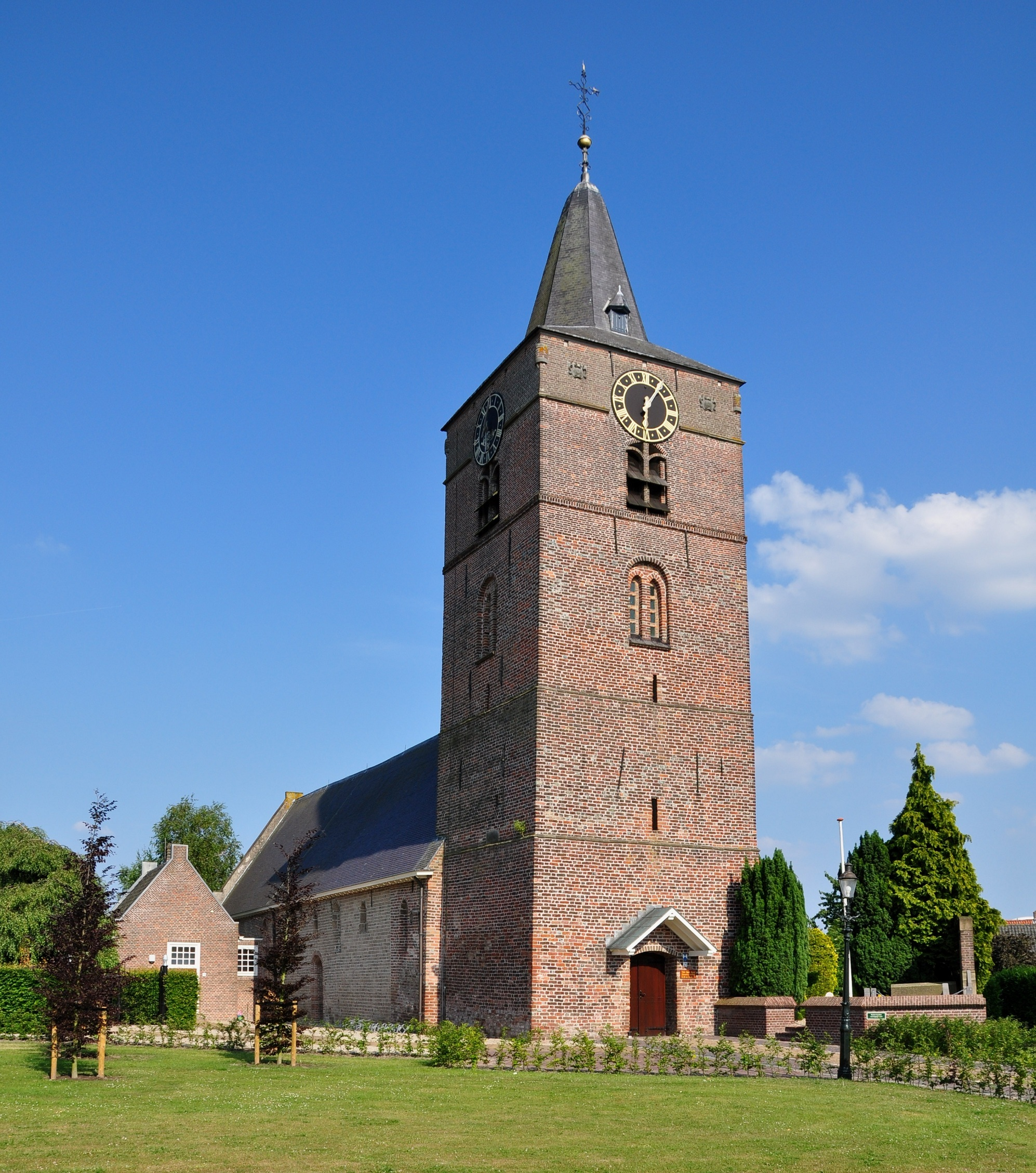
De Nederlands Hervormde kerk van Veen

De Hervormde kerk van Veen is een kerkgebouw dat stamt uit de middeleeuwen. Het gebouw bevindt zich in het dorp aan de Grotestraat.

## Geschiedenis
Omstreeks het jaar 1100 werd een aan Sint-Paulus gewijd romaans 'kerkje' in tufsteen gebouwd. Het was een zaalkerkje dat mogelijk de plaats innam van een houten voorganger. De afmetingen van het eenvoudige kerkgebouw bedroegen slechts 12,75 bij 8,40 meter. In de eerste helft van de 13e eeuw werd het naar het westen toe met één bakstenen travee verlengd en tevens kwam er een vlakopgaande toren met een koepelgewelf over de benedenruimte. Omstreeks 1300 werd een rechtgesloten priesterkoor toegevoegd.
In de 15e eeuw kreeg de kerk een nieuwe kap, met een houten tongewelf in het koor en een vlakke zoldering in het schip. Ook werd de zuidelijke dwarsarm toegevoegd, die oorspronkelijk door een muur van het schip gescheiden was. Het was dan ook meer een kapel dan een onderdeel van een transept. In 1504 werd de kerk, tijdens de Gelderse Oorlogen, verwoest, maar weer hersteld. In 1648 werd de toren met één geleding verhoogd.
Eind 16e eeuw is de kerk naar de reformatie overgegaan, maar in 1604 werd in den Dorpe van Veen noch geduldet een Paep de welcke daer alomme veel schade doet. Uiterlijk in 1610 werd als predikant Cornelius Mostert, bijgenaamd Sinapius beroepen. Hij stierf echter reeds in 1611. Door Gisbertus Voetius werd Mostert omschreven als een seer geleert en godtsaelich man.
In 1833 werd de kerk van grote rondboogvensters voorzien, en de muur naar de zuidelijke dwarsarm werd doorbroken. In 1859 werd de zuidarm naar het westen toe verbreed. De Afscheiding van 1834 vond in de gemeente die van de kerk gebruikmaakte aanvankelijk veel aanhang. Door repressie van de overheid en de levensstijl van de voorganger, ds. Van Rhee, nam deze aanhang snel weer af.
In 1963 werd de kerk gerestaureerd. In de tufstenen noordmuur zijn toen de romaanse venstertjes en een later aangebracht gotisch venster hersteld. Veel 19e-eeuwse verbouwingen zijn ongedaan gemaakt.
In 2004 is de van de kerk gebruikmakende  Hervormde gemeente wel meegegaan in de Protestantse Kerk in Nederland (PKN), doch geheel volgens de modaliteit van de Gereformeerde Bond.

## Interieur
De kerk bevat een eenvoudige 17e-eeuwse preekstoel met een doopvont dat bevestigd is aan de trap van de preekstoel. Twee 18e-eeuwse herenbanken zijn tegen de westwand onder het orgel geplaatst.

### Orgel
In 1842 werd een door Hendrik Anthonie Meijer in 1782 voor de doopsgezinde gemeente van Zaandam gebouwd orgel in de kerk van Veen geplaatst. Het stond op twee houten zuilen op ca. 3,5 meter hoogte tegen de oostzijde van het kerkschip. In 1916 werd een nieuw Standaartorgel geplaatst in de oude kast, ook drie registers werden hergebruikt. Bij een renovatie van het kerkgebouw in 1962 verplaatste men het orgel naar de westzijde van de kerk, boven de toreningang. Bij deze gelegenheid vond een restauratie plaats door G. van Leeuwen. In het jaar 2000 kwam er een geheel nieuw instrument, gebouwd en geplaatst door de orgelbouwers Pels & Van Leeuwen uit ‘s Hertogenbosch. Dit orgel werd bekostigd door de Stichting Bevordering Orgelkunst in het Land van Heusden en Altena.